# Boy (album)
 For alternative betydninger, se Boy. (Se også artikler, som begynder med Boy)
Boy er den irske rockgruppe U2's debutalbum. Det blev udgivet på pladeselskabet Island Records i oktober 1980.

## Trackliste

### Side A
1. "I Will Follow"
2. "Twilight"
3. "An Cat Dubh"
4. "Into the Heart"
5. "Out of Control"

### Side B
1. "Stories for Boys"
2. "The Ocean"
3. "A Day Without Me"
4. "Another Time, Another Place"
5. "The Electric Co."
6. "Shadows and Tall Trees"

På de tidlige LP'er og nogle kassetebånd, var der et ekstra nummer efter "Shadows and Tall Trees". Nummeret er unavngivet. Senere i 1981 blev nummeret til sangen "Fire" som kom med på U2's 1981-album "October". Nummeret var også allerede solo'en på et af de uudgivede numre "Saturday Night".

## 28 års jubilæum
I 2008 blev udsendelsen af dette album fejret med en jubilæumsudgave af "Boy". Den kom i tre udgaver: det originale album; en udgave med bonus CD og en 36-siders bog; og albummet på vinyl.

### Bonus CD
1. "I Will Follow" (Alternate Mix)
2. "11 O'Clock Tick Tock" (Single Version)
3. "Touch" (Single Version)
4. "Speed of Life" (Previously Unreleased Track)
5. "Sarurday Night" (Previously Unreleased Track)
6. "Things to Make and Do" (Single Version) [Instrumental]
7. "Out of Control" (Single Version)
8. "Boy-Girl" (Single Version)
9. "Stories for Boys" (Single Version)
10. "Another Day" (Single Version)
11. "Twilight" (Single Version)
12. "Boy-Girl" (Live at the Marquee, London, Sep. 20, 1980)
13. "11 O'Clock Tick Tock" (Live at the Marquee, London, Sep. 20, 1980 – Previously Unreleased Version)
14. "Cartoon World" (Live at National Stadium, Dublin, Feb. 26, 1980 – Previously Unreleased Track)